# Vietnamesisk (sprog)
 For alternative betydninger, se Vietnamesisk. (Se også artikler, som begynder med Vietnamesisk)
Vietnamesisk er det officielle sprog i staten Vietnam i Sydøstasien.
I modsætning til de andre austroasiatiske sprog er vietnamesisk et tonesprog (ligesom kinesisk). Oprindeligt var det skrevet med kinesiske skrifttegn, men i nyere tid er man gået over til at skrive med latinske bogstaver. Den franske jesuiterpater Alexandre de Rhodes udviklede i midten af 1600-tallet det skriftsystem, som i dag anvendes for at skrive vietnamesisk med latinske bogstaver, kaldet Quốc ngữ. 
Vietnamesisk indeholder mange kinesiske låneord. Disse er særligt fremherskende i formelt sprog.